# 金斯頓和索比頓 (英國國會選區)
京士頓和索比頓（英語：Kingston and Surbiton），是英國下議院的自治市選區之一，始設於1997年。
現任議員為自由民主黨的愛德·戴維，自2017年就任至今。

## 範圍
選區位於大倫敦的泰晤士河畔京士頓區南部，現時包括其區議會轄下的十二個選區。

## 歷史
2010年大選中，愛德·戴維以49.8%選票成功三度連任。2015年大選改由保守黨的詹姆士·貝瑞取得本區議席。愛德·戴維於2017年大選於本區再次當選。